# Kiki Håkansson
Kerstin "Kiki" Håkansson (Estocolmo, 17 de junho de 1929 – Los Angeles, 4 de novembro de 2024) foi uma modelo da Suécia que venceu o primeiro concurso Miss Mundo, em 1951.

## Vida
Kiki era filha de um policial de Estocolmo e venceu a primeira edição do Miss Mundo aos 22 anos de idade, sendo a primeira e a última vencedora a se apresentar com um maiô de duas peças, o que foi considerado escandaloso na época.

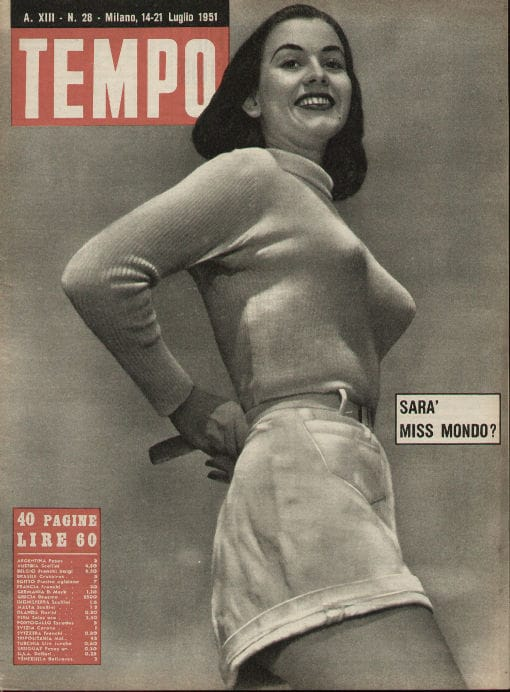
Kiki na capa de uma revista

Também foi, por muito tempo, a Miss Mundo de reinado mais longo, porque a 2.ª edição do evento aconteceu apenas dezesseis meses depois de sua coroação. No entanto, devido à pandemia de COVID-19, que impediu a realização do Miss Mundo 2020, a Miss Mundo 2019, Toni-Ann Singh, a superou. 
Após seu reinado, se casou com o engenheiro O. J. Herter e desapareceu da vida pública. "Talvez por causa do casamento", escreveu Sjöberg Bild no Minnenas Journal, em 12 de janeiro de 2016.
No site Pantheon, está escrito, sobre ela: "desde 2007, a página da Wikipédia em inglês de Kiki Håkansson recebeu mais de 199 626 visualizações de página. Sua biografia está disponível em 16 idiomas diferentes na Wikipédia (de 15 em 2019). Kiki Håkansson é a 91.ª celebridade mais popular (contra ser a 75.ª em 2019), a 634.ª biografia mais popular da Suécia e a 2.ª celebridade sueca mais popular".